# Oddział Władysława Cichorskiego

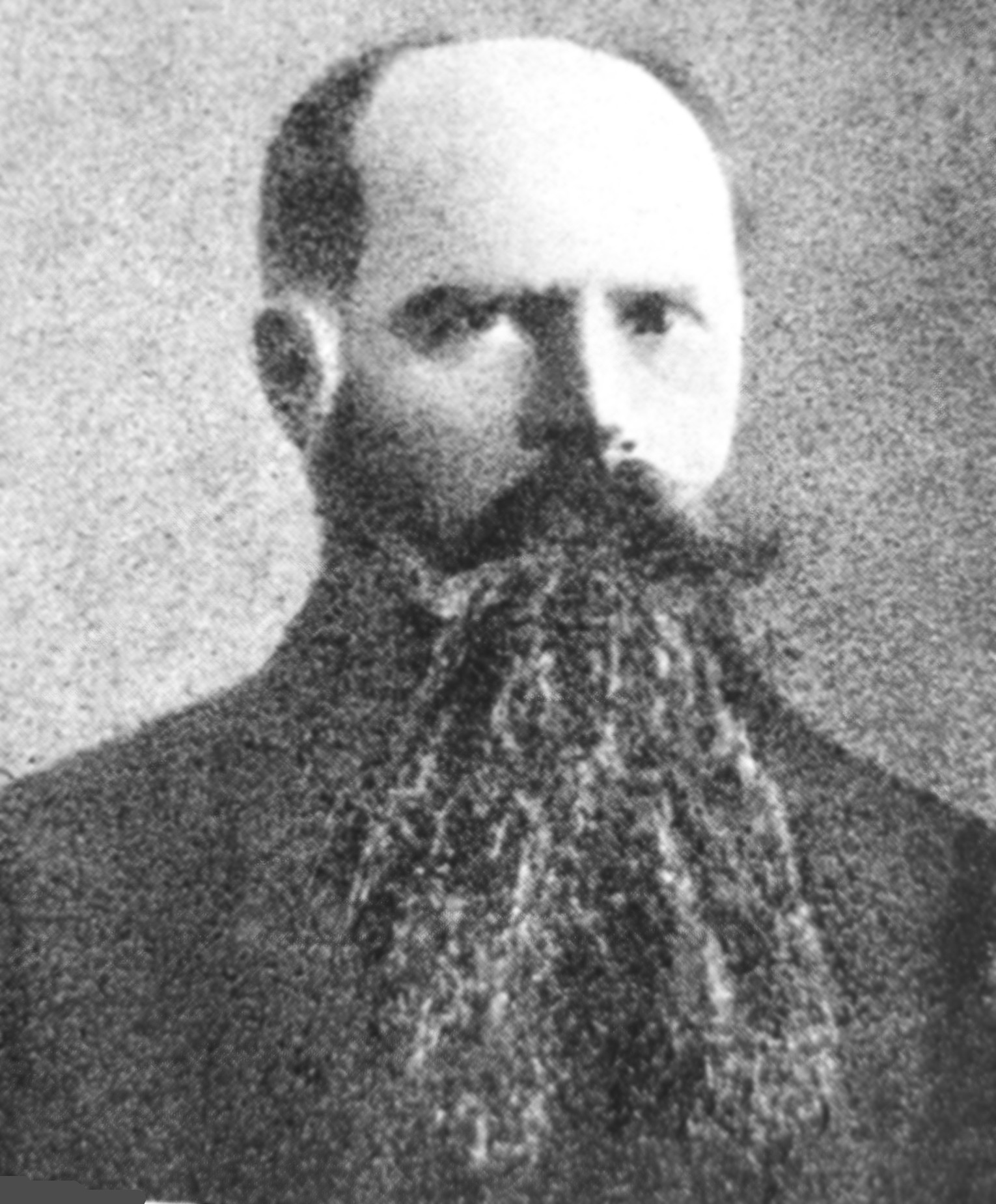
Władysław Cichorski ps. Zameczek

Oddział Władysława Cichorskiego „Zameczka” – partia powstańcza okresu powstania styczniowego.
Był to oddział operujący na terenie Kurpiowszczyzny (północnego Mazowsza). Jego dowódcą był Władysław Cichorski ps. „Zameczek”.
22 stycznia 1863 roku Władysław Cichorski na czele oddziału złożonego ze szlachty zaściankowej zdobył Suraż pod Łapami. 23 stycznia na czele 50 ludzi wkroczył do Wysokiego Mazowieckiego, potem do Tykocina, Ciechanowca i 2 lutego wraz z już dwutysięcznym oddziałem do Siemiatycz.
Został awansowany przez Rząd Narodowy do stopnia pułkownika. Tam połączył się z partią Romana Rogińskiego idącą z Białej. Założył obóz pod miastem. Miał pod swoim dowództwem już 3000 ludzi w tym 800 jednolicie umundurowanej kawalerii.
Oddziały powstańcze osaczył gen. Maniukin, który pobił powstańców w bitwie pod Siemiatyczami i zmusił ich do ucieczki 7 lutego.
Niedobitki partii Cichorskiego zebrał Józef Konstanty Ramotowski. Sam Cichorski wraz z 700 ludźmi wycofał się do Puszczy Białej. Tam nękał posterunki rosyjskie nagłymi wypadami.
27 lutego 1863 oddział stoczył walkę o leśniczówkę Wiśniewo z kolumną majora Glicyna. Dramatyczne zmagania z przeważającymi siłami nieprzyjaciela zakończyły się jednak sukcesem, gdyż dzień później siły „Zameczka” zaskoczyły Rosjan w Przetoczy i zmusiły Glicyna do odwrotu w kierunku Pułtuska.
W marcu podporządkował swój oddział Zygmuntowi Padlewskiemu, biorąc udział w jego szlaku bojowym na Kurpiach.
Wyemigrował do Francji, ostatecznie osiadł w Galicji.